# Юдейски планини
Юдейските планини (на иврит: הרי יהודה; на арабски: جبال الخليل) са планинска верига в Държавата Израел и Държавата Палестина (регион Западен бряг), където са разположени Йерусалим и още няколко библейски града.
Достигат максимална височина 1026 m. Планините образуват сърцевината на Юдейското царство, където се появяват първите еврейски селища.

## География
Юдейските планини са част от обширна верига, разпростираща се в посока север-юг. Хребетът е съставен от Самарските хълмове на север и Юдейските хълмове на юг, като двете части се срещат при Рамала. Западният склон е съставен от твърд варовик и преминава към Израелската крайбрежна равнина, преминавайки през ниските хълмове на Шефела, докато източният склон се спуска по-рязко към Йорданската рифтова долина (Гхор). На юг, планината достига до Беер Шева в северната част на пустинята Негев, където хълмовете преливат в долината на Беер Шева – Арад. Средната надморска височина на веригата е 900 m. В древността, Юдейските планини са имали гъста горска растителност.

## Геология и палеонтология
Юдейските планини представляват повърхностно проявление на поредица моноклинни гънки, които имат уклон на север-северозапад в Израел. Нагъването е главен израз на Сирийската дъга, която започва да се нагъва през късна креда в североизточната част на Африка и югозападната част на Азия. Сирийската дъга се простира на изток-североизток през Синайския полуостров, завива на север-североизток през Израел и продължава на изток-североизток към Сирия. Израелският сегмент е успореден на рифта на Мъртво море, което е разположено в близост на изток. Тектонското повдигане, което е създало планината, е настъпило на два етапа: първи през късен еоцен – ранен олигоцен и втори през ранен миоцен.
В праисточески времена, животни, които са изчезнали от Леванта, все още се срещат из планините. Към тях спадат слонове, носорози, жирафи и индийски биволи. Топографията на хребета е карстова и включва сталактитова пещера при река Сорек между Йерусалим и Бейт Шемеш, където са намерени вкаменелости от праисторически растения и животни.